# Monopol handlu zagranicznego
Monopol handlu zagranicznego – pełna kontrola przez państwo obrotów handlowych z zagranicą. W warunkach istnienia monopolu, to właśnie państwo decyduje o wielkościach, jak i kierunkach zakupów i sprzedaży. W przypadku tego rodzaju kontroli poszczególne podmioty gospodarcze, nawet jeśli mają prawo zawierać transakcje eksportowe i importowe, mogą je realizować wyłącznie pod ścisłą kontrolą państwa, które w ten sposób nie dopuszcza do zachwiania równowagi bilansu płatniczego. Monopol handlu zagranicznego daje największe możliwości stosowania polityki wybiórczego przesuwania wydatków.
W okresie gospodarki centralnie planowanej monopol handlu zagranicznego istniał we wszystkich krajach Europy Środkowej i Wschodniej, jak również i w Polsce. W Polsce został zniesiony wraz z rozpoczęciem planu Balcerowicza 1 stycznia 1990.